# 孝粛周皇后

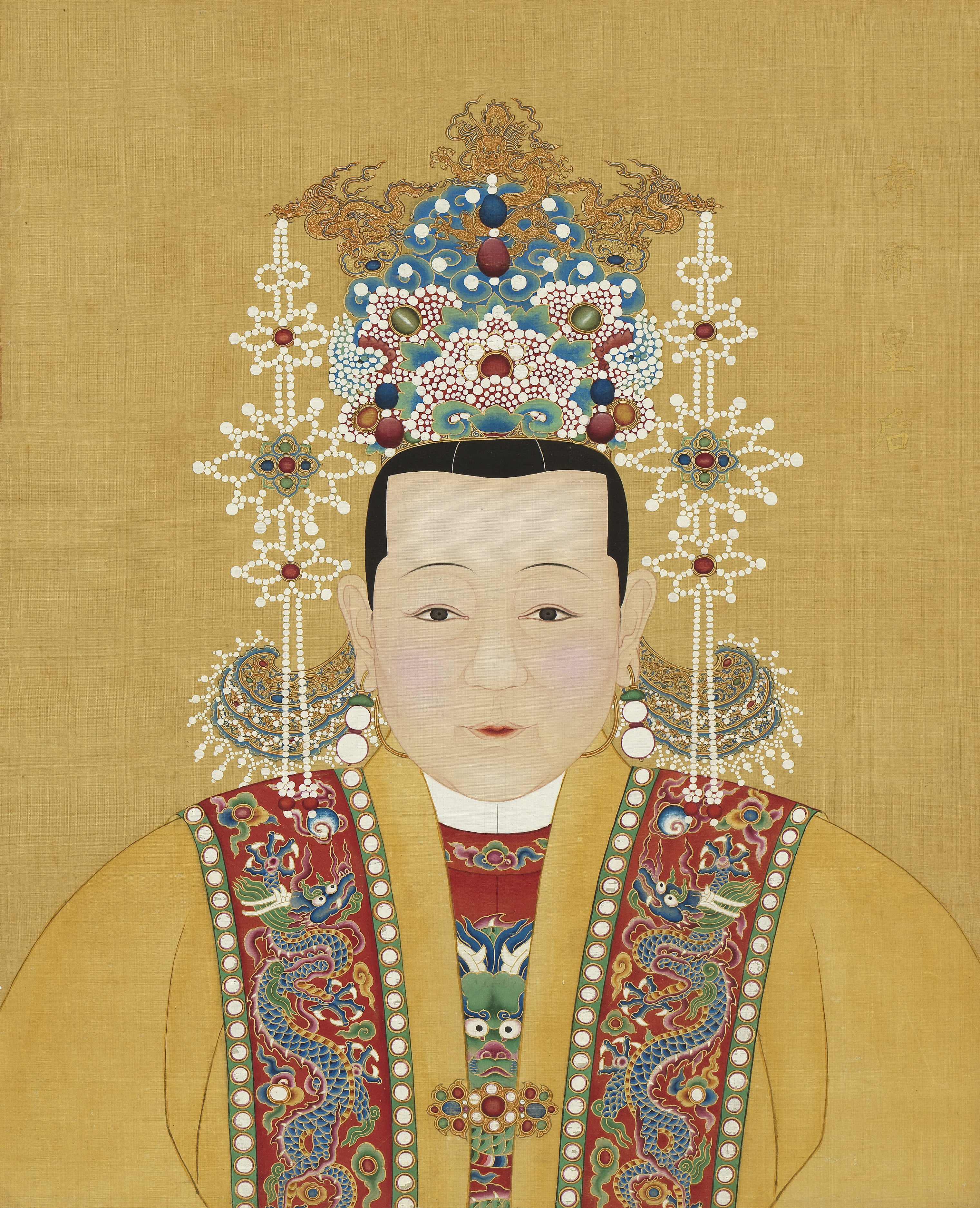
孝粛皇后周氏

孝粛皇后（こうしゅくこうごう、? - 弘治17年3月1日（1504年3月16日））は、明の第6代・第8代皇帝である英宗の貴妃で、第9代皇帝成化帝の生母。成化帝の即位後に皇太后とされた。姓は周氏。

## 生涯
順天府昌平県の農家の出身で、周能と甄氏の次女として生まれた。初め、後宮の侍女を務めた。後に英宗と関係して嬪となり、3人の子供が生まれた。英宗の復辟（奪門の変）後、貴妃の位を授けられた。
英宗は銭皇后との間に子供ができず、周貴妃との間に朱見深（成化帝）が生まれると、周貴妃は皇太子の生母として絶大な影響力を誇った。英宗の没後、周貴妃は皇太后の地位をめぐって銭皇后と対立し、成化4年（1468年）に銭皇后が死去すると英宗の遺命だった合葬に徹底して反対した。結局、成化帝が周氏を説得して、合葬こそできなかったがその近くに埋葬している。
銭皇后の死後は皇太后として影響力をふるった。成化帝の貴妃である万貴妃が他の妃に嫉妬して皇子を次々と暗殺すると、生き残っていた朱祐樘（弘治帝）を万貴妃の手から守った。成化帝が死去して弘治帝が即位すると、太皇太后として権勢を保った。弘治17年（1504年）に死去した。

## 子女
- 重慶公主
- 朱見深（成化帝）
- 朱見浚